# Thyene ogdeni nyukiensis
Thyene ogdeni là một phân loài nhện trong họ Salticidae.
Loài này thuộc chi Thyene. Thyene ogdeni nyukiensis được Roger de Lessert miêu tả năm 1925.